# ロイ・キャンパネラ
ロイ・キャンパネラ（Roy Campanella, 1921年11月19日 - 1993年6月26日）は、アメリカ合衆国ペンシルベニア州フィラデルフィア出身のプロ野球選手（捕手）。右投げ右打ち。愛称は"Campy"（キャンピー）。
リーグ最優秀選手を3度獲得、ドジャース在籍10年間でチームを5度のワールドシリーズに導いた。
また、通算盗塁阻止率は.574である。これはMLBで500試合以上捕手として出場した選手の通算盗塁阻止率の歴代最高記録である。

## 経歴

### ニグロリーグ、マイナーリーグ在籍期（1937年 - 1947年）
イタリア人の父とアフリカ系アメリカ人の母を持つキャンパネラは、1937年に15歳でニグロリーグのワシントン・エリート・ジャイアンツに入団。チームのスター選手になる。またこの頃は時折メキシカンリーグでもプレーしていた。
1946年にキャンパネラはブルックリン・ドジャースとマイナー契約を結び、当時のクラスBリーグのナシュア球団に所属。同年キャンパネラは前任のウォルター・オルストンから監督職を引き継ぎ、アフリカ系アメリカ人としては初めての監督職を務めている。

### ドジャース在籍期（1948年 - 1957年）

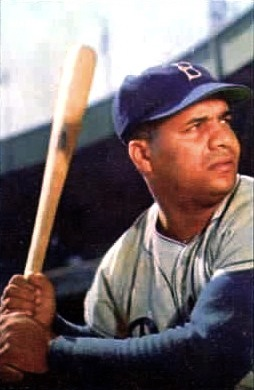
1953年

ジャッキー・ロビンソンがデビューした翌年の1948年、26歳でドジャース昇格を果たす。MLBでも、打力に加え機敏な守備、強肩など総合力の高さを発揮し、翌1949年にはオールスターゲーム、ワールドシリーズへの出場も果たした。
1951年には、打率.325、108打点を上げ、リーグのMVPに選ばれた。1953年には142打点、103得点、41本塁打で二度目のMVPを獲得、3度目のMVPは1955年で、この時は打率.318、107得点、32本塁打を記録した。同年のワールドシリーズでは、それまで何度も対戦し敗退してきたニューヨーク・ヤンキースと再び対戦、キャンパネラは2勝先行された後の第3戦と第4戦に本塁打を放って対戦成績をタイに持ち込み、念願だったワールドシリーズ制覇を成し遂げた。
1957年シーズン最終戦、ドジャースのエベッツ・フィールドでの最終戦に出場する。この年のオフに、交通事故が元で現役を引退したため、この試合が彼の現役最後の試合となった。

### 事故と引退後
1958年シーズン開幕前、ニューヨークのハーレムで酒屋を営んでいたキャンパネラは、車を運転して店からロングアイランドの自宅に戻る途中、路上の氷片にぶつかって横転する事故を起こした。この事故で下半身麻痺となり、以後終生車椅子での生活を余儀なくされた。最初は手も動かせない状態であったが、懸命なリハビリに取り組み両手を動かせるまでに回復した。
1959年にはヤンキースとの引退試合が挙行され、キャプテンのピー・ウィー・リースが押す車椅子に座ったキャンパネラが登場すると、本拠地ロサンゼルス・メモリアル・コロシアムを埋めた93,103人の大観衆は、一度もロサンゼルスでプレイすることのなかった名捕手に大歓声と総立ちの拍手を送り、キャンパネラは涙が止まらなかった。この試合は非公式戦（オープン戦）であったが、MLB史上最多観客を記録した試合として、半世紀近く記録に残った。（2008年3月29日、ドジャースのロサンゼルス移転50周年を記念したオープン戦（対レッドソックス）が同じロサンゼルス・メモリアル・コロシアムで開催され、米国スポーツ史上最多、そして世界の野球史上でも最多となる115,300人の観客を動員し、更新された。）

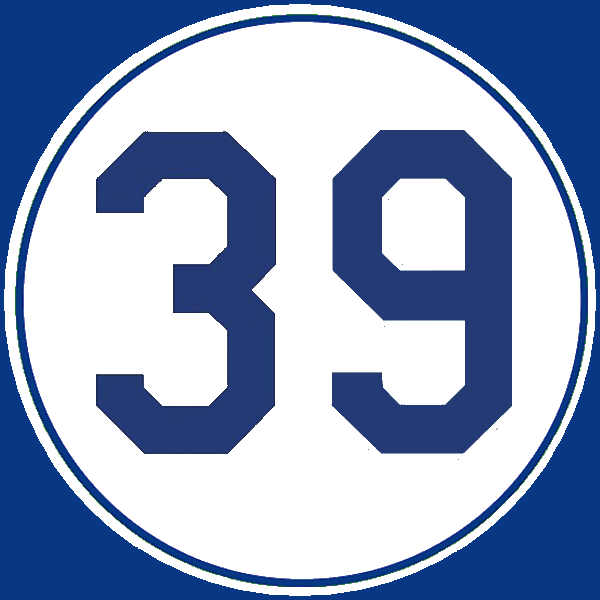
キャンパネラの背番号「39」。
ロサンゼルス･ドジャースの永久欠番に1972年指定。

1969年、投票によりアメリカ野球殿堂入り選手に選出された。アフリカ系アメリカ人関係の選手としては、チームメイトだったジャッキー・ロビンソンに次ぐ栄誉だった。その3年後の1972年6月4日に、キャンパネラの背番号『39』が、サンディ・コーファックスの『32』、ジャッキー･ロビンソンの『42』と共にドジャース初の永久欠番に指定された。
その後はカリフォルニア州に居を移し、古巣ドジャースのアドバイザーとして、車椅子の身ながら長くチームに携わっていた。
1993年6月26日に心臓発作のため、カリフォルニア州ウッドランドヒルズの自宅で死去。

## 詳細情報

### 年度別打撃成績
| 年 度     | 球 団     | 試 合 | 打 席 | 打 数 | 得 点 | 安 打 | 二 塁 打 | 三 塁 打 | 本 塁 打 | 塁 打 | 打 点 | 盗 塁 | 盗 塁 死 | 犠 打 | 犠 飛 | 四 球 | 敬 遠 | 死 球 | 三 振 | 併 殺 打 | 打 率 | 出 塁 率 | 長 打 率 | O P S |
| --------- | --------- | ----- | ----- | ----- | ----- | ----- | -------- | -------- | -------- | ----- | ----- | ----- | -------- | ----- | ----- | ----- | ----- | ----- | ----- | -------- | ----- | -------- | -------- | ----- |
| 1948      | BRO       | 83    | 320   | 279   | 32    | 72    | 11       | 3        | 9        | 116   | 45    | 3     | --       | 5     | --    | 36    | --    | 1     | 45    | 3        | .258  | .345     | .416     | .761  |
| 1949      | BRO       | 130   | 507   | 436   | 65    | 125   | 22       | 2        | 22       | 217   | 82    | 3     | --       | 1     | --    | 67    | --    | 3     | 36    | 11       | .287  | .385     | .498     | .883  |
| 1950      | BRO       | 126   | 494   | 437   | 70    | 123   | 19       | 3        | 31       | 241   | 89    | 1     | --       | 0     | --    | 55    | --    | 2     | 51    | 17       | .281  | .364     | .551     | .915  |
| 1951      | BRO       | 143   | 562   | 505   | 90    | 164   | 33       | 1        | 33       | 298   | 108   | 1     | 2        | 0     | --    | 53    | --    | 4     | 51    | 19       | .325  | .393     | .590     | .983  |
| 1952      | BRO       | 128   | 533   | 468   | 73    | 126   | 18       | 1        | 22       | 212   | 97    | 8     | 4        | 5     | --    | 57    | --    | 3     | 59    | 22       | .269  | .352     | .453     | .805  |
| 1953      | BRO       | 144   | 590   | 519   | 103   | 162   | 26       | 3        | 41       | 317   | 142   | 4     | 2        | 0     | --    | 67    | --    | 4     | 58    | 13       | .312  | .395     | .611     | 1.006 |
| 1954      | BRO       | 111   | 446   | 397   | 43    | 82    | 14       | 3        | 19       | 159   | 51    | 1     | 4        | 4     | 1     | 42    | --    | 2     | 49    | 13       | .207  | .285     | .401     | .686  |
| 1955      | BRO       | 123   | 522   | 446   | 81    | 142   | 20       | 1        | 32       | 260   | 107   | 2     | 3        | 5     | 9     | 56    | 9     | 6     | 41    | 14       | .318  | .395     | .583     | .978  |
| 1956      | BRO       | 124   | 461   | 388   | 39    | 85    | 6        | 1        | 20       | 153   | 73    | 1     | 0        | 4     | 2     | 66    | 15    | 1     | 61    | 20       | .219  | .333     | .394     | .727  |
| 1957      | BRO       | 103   | 380   | 330   | 31    | 80    | 9        | 0        | 13       | 128   | 62    | 1     | 0        | 6     | 6     | 34    | 6     | 4     | 50    | 11       | .242  | .316     | .388     | .704  |
| MLB：10年 | MLB：10年 | 1215  | 4815  | 4205  | 627   | 1161  | 178      | 18       | 242      | 2101  | 856   | 25    | *15      | 30    | *18   | 533   | *30   | 30    | 501   | 143      | .276  | .360     | .500     | .860  |

- 各年度の太字はリーグ最高
- 「-」は記録なし
- 通算成績の「*数字」は不明年度がある事を示す

### タイトル
- 打点王：1回（1953年）

### 表彰
- シーズンMVP：3回（1951年、1953年、1955年）
- ワールドシリーズ出場：5回（1949年、1952年、1953年、1955年、1956年）
- オールスターゲーム出場：8回 、8年連続（1949年 - 1956年）
- MLBオールセンチュリー・チームにノミネート（1999年）
- 捕手としてのシーズン最多本塁打：41（※1996年にトッド・ハンドリーがタイ記録を樹立、2003年にハビー・ロペスが更新）

### 背番号
- 33（1948年）
- 39（1948年 - 1957年）

## 特筆・エピソード

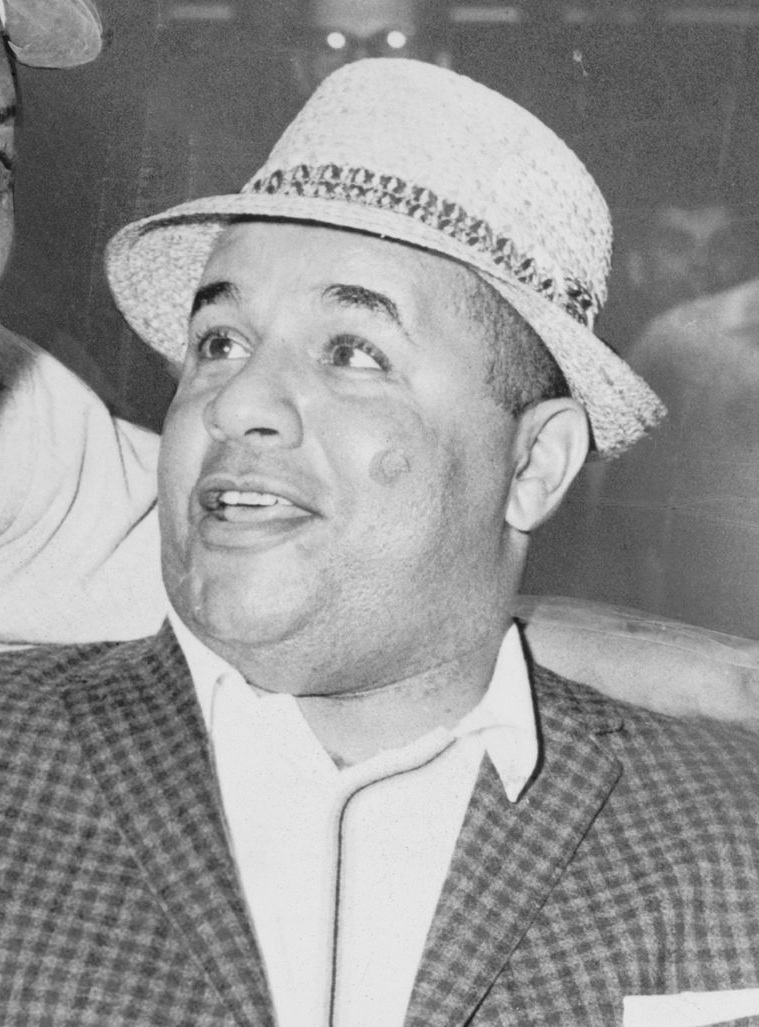
1961年のキャンパネラ

- キャンパネラは、事故後の長いリハビリの中での苦しい体験を元に、半身不随の状態から両手が動かせるまでに回復した過程を「It's Good to Be Alive」という題名の本にし、1959年に世に出している。1974年に、マイケル・ランドンが監督した同名のテレビ映画が放映された。キャンパネラを演じたのはポール・ウィンフィールドである。
- ロサンゼルス・ドジャースは、2006年9月に球団の所属選手・コーチらの投票により、最も勇気とリーダーシップを発揮したドジャーズ選手を選出する「ロイ・キャンパネラ賞」の創設を発表した。最初の受賞者は遊撃手のラファエル・ファーカルだった。
- ビリー・ジョエルの曲、"We Didn't Start the Fire"の歌詞に、キャンパネラの事に触れた一節が登場する。
- 2006年には、メル・オット、ミッキー・マントル、ハンク・グリーンバーグ、ロイ・キャンパネラの肖像が4枚一組になった切手シートが全米で売り出された。